# Объединимся или умрём

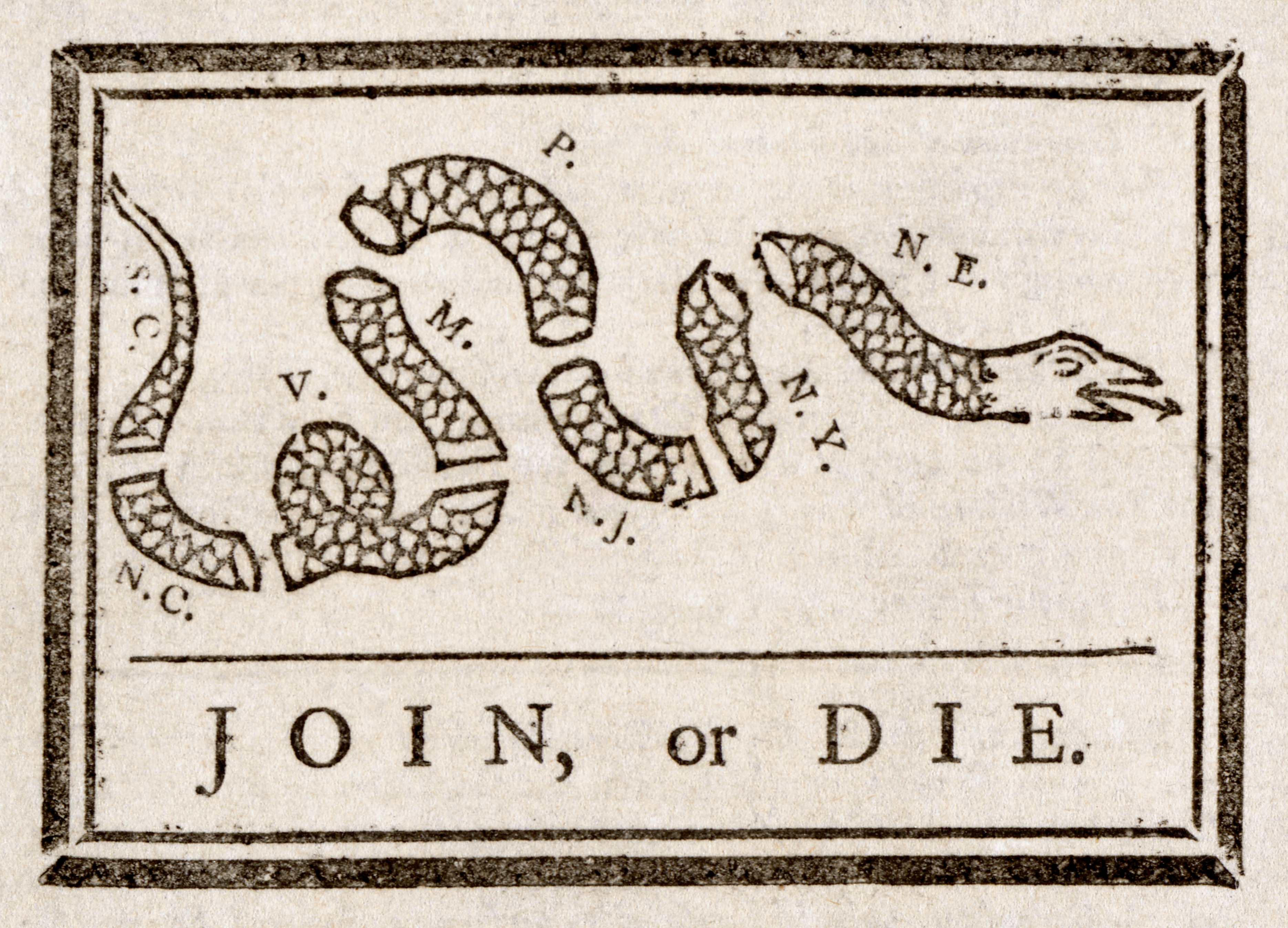
Бенджамин Франклин, карикатура «Объединимся или умрём» (1754)

«Объединимся или умрём» (англ. Join, or Die) — знаменитая политическая карикатура, созданная Бенджамином Франклином. Впервые опубликована в принадлежавшей Франклину «Пенсильванской Газете» 9 мая 1754 года, став первой американской политической карикатурой, с тех пор неоднократно воспроизводилась другими американскими газетами с целью политического призыва, по крайней мере, до 1789 года.

## Описание
Карикатура выполнена в технике ксилографии и изображает змею, расчленённую на части, где каждый фрагмент символизировал отдельную колонию и был подписан соответствующим сокращением. Части от головы до хвоста соответствовали расположению британских колоний в Америке с севера на юг вдоль атлантического побережья, но без полного соответствия их полному набору и формальной разбивке на тот исторический период: крайние северные и южные колонии (Новая Шотландия, Ньюфаундленд и Британская Вест-Индия), а также Джорджия отсутствовали полностью, четыре других северных колонии были представлены вместе головой змеи и обозначены как Новая Англия (N.E.), остальные изображали Нью-Йорк (N.Y.), Нью-Джерси (N.J.), Пенсильванию (P.), Мэриленд (М.), Виргинию (V.), Северную и Южную Каролину (соответственно N.C. и S.C.).

## Использование в предыстории и истории США

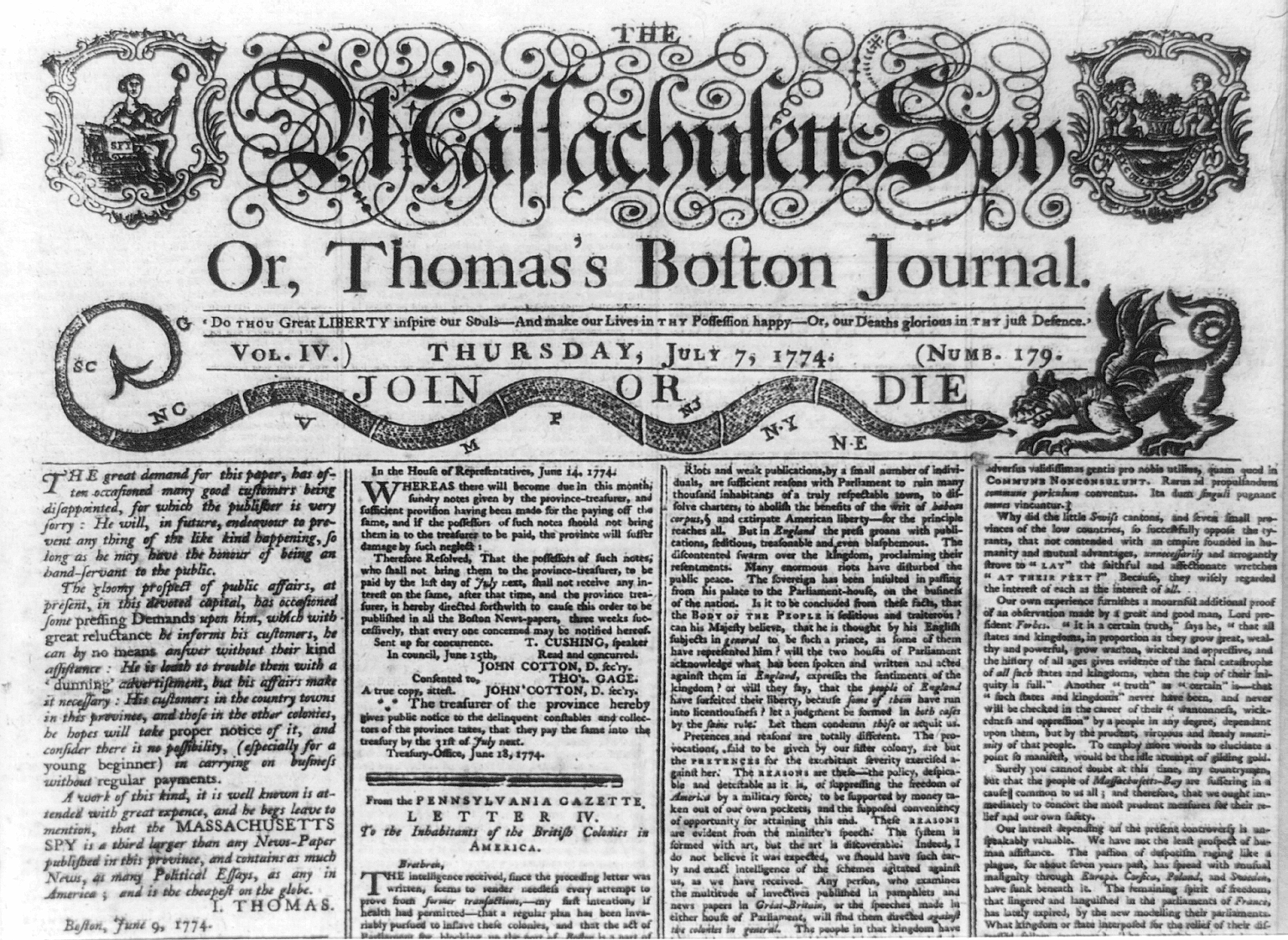
Интерпретация карикатуры в заголовке Massachusetts Spy от 7 июля 1774 года

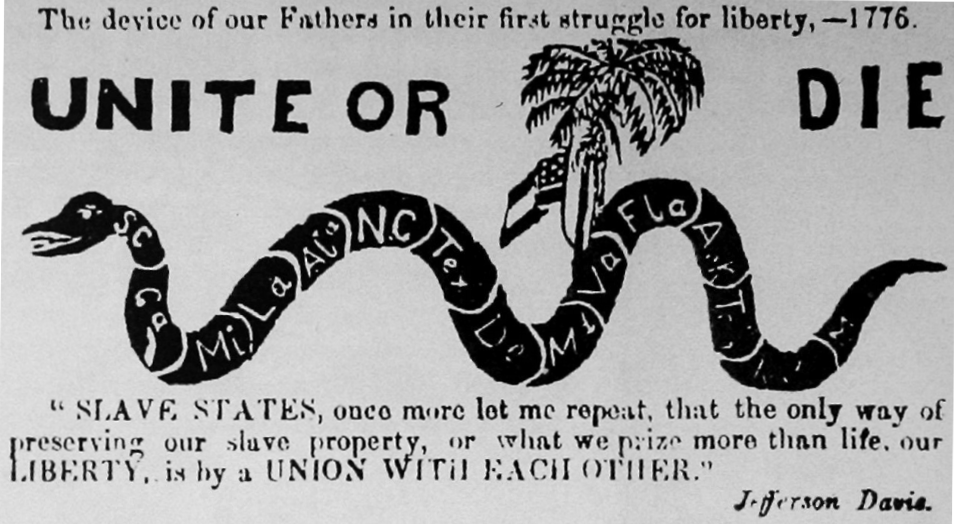
Интерпретация карикатуры в агитации южных штатов во время Гражданской войны в США в 1860-х годах. По сравнению с рисунком Франклина, использован другой набор штатов, в произвольном порядке с потерей мотива «географической карты»

В XVIII—XIX веках карикатура использовалась с существенно разными политическим мотивами.
Период первой публикации карикатуры относится к так называемой Франко-индейской войне — борьбе между британскими колонистами с одной стороны против французских колонистов и их индейских союзников с другой за контроль над рядом территорий. Карикатура сопровождала агитацию Франклина за предложенный им О́лбанский план по объединению британских колоний под общим правительством для повышения организованности и эффективности борьбы со внешним врагом.
В ходе событий, приведших к Американской революции, особенно в её начальных стадиях в 1765—1766 годах, карикатура стала использоваться в другом значении — для призыва объединения колонистов против контроля метрополии для общей борьбы за независимость от британской короны. Сам Франклин был против такого использования своей старой работы, занимая на тот момент более умеренную позицию предостережения метрополии от излишнего давления на колонии, могущего принести вред ей самой и проиллюстрировав это в 1766 году новой карикатурой MAGNA Britannia: her Colonies REDUC’D. Вскоре после первой публикации этого периода в газете Constitutional Courant во время Первого Конгресса Колоний, варианты карикатуры распространились в Нью-Йорке, Массачусетсе, Виргинии и Южной Каролине. Летом 1774 года мотив был включён в заголовки ряда газет, включая англ. Massachusetts Spy, The New-York Journal и The Pennsylvania Journal, некоторые из которых продолжали использовать его более года подряд.
Различные модификации карикатуры (с различными степенями расчленения змеи, включением и выключением различных территорий, изображением её как собственного союза или врага, использованием других образов «расчленённых» животных, например, зебры, а также вариациями девиза на уровне разных глаголов со значением «соединяться/объединяться») активно использовались и на протяжении последующей истории США, включая собственные вариации обеих сторон Гражданской войны в США.